# Дегтяр Дмитро Данилович
Дмитро Данилович Дегтяр (1904, село Бобрик Гадяцького повіту Полтавської губернії, тепер Миргородського району Полтавської області — 4 листопада 1982, місто Москва, тепер Російська Федерація) — радянський діяч, дипломат, заступник голови Ради міністрів (Ради народних комісарів) РРФСР. Депутат Верховної ради РРФСР 2-го скликання.

## Життєпис
Народився в селянській родині. Трудову діяльність розпочав у 1920 році членом сільськогосподарської артілі.
Член ВКП(б) з 1926 року.
У 1930 році закінчив Московський плановий інститут.
У 1930—1935 роках — доцент, професор політекономії Всесоюзної планової академії та аспірантури Комуністичного університету трудящих Сходу.
У 1935—1938 роках — секретар Серафимовицького районного комітету ВКП(б) Сталінградської області; секретар ЦК Спілки робітників трикотажної промисловості.
З січня 1938 року — заступник начальника Центрального управління народно-господарського обліку при Державній плановій комісії при РНК СРСР.
У липні 1939 — 5 вересня 1947 року — голова Державної планової комісії при РНК (РМ) РРФСР.
Одночасно 23 липня 1940 — 5 вересня 1947 року — заступник голови Ради народних комісарів (з березня 1946 року — Ради міністрів) РРФСР.
У 1949—1955 роках — заступник голови Державного планового комітету РМ СРСР.
У 1955—1957 роках — заступник голови Державної комісії РМ СРСР з перспективного планування народного господарства.
У 1957—1960 роках — член Державного комітету РМ СРСР із зовнішніх економічних зв'язків. У 1960 — січні 1962 року — заступник голови Державного комітету РМ СРСР із зовнішніх економічних зв'язків.
10 січня 1962 — 26 листопада 1964 року — надзвичайний та повноважний посол СРСР у Гвінейській Республіці.
У 1965—1969 роках — заступник голови Державного комітету РМ СРСР із зовнішніх економічних зв'язків.
З 1969 року — персональний пенсіонер союзного значення в Москві.
Помер 4 листопада 1982 року після тяжкої хвороби в Москві.

## Нагороди
- два ордени Трудового Червоного Прапора (5.08.1954)
- медалі